# فریبکار (فیلم)
فریبکار (به هندی: Be-Imaan) فیلمی محصول سال ۱۹۷۲ و به کارگردانی سوهانلال کانوار است. در این فیلم بازیگرانی همچون مانوج کومار، راکهی گولزار، پران، پریم چوپرا، پریم نات، ناظیما ایفای نقش کرده‌اند.